# Ambloplites cavifrons
Ambloplites cavifrons is een straalvinnige vissensoort uit de familie van de zonnebaarzen (Centrarchidae). De wetenschappelijke naam van de soort is voor het eerst geldig gepubliceerd in 1868 door Cope.